# Rachel Rowe
Pour les articles homonymes, voir Rowe.
Rachel Rowe, née le 13 septembre 1992, est une footballeuse internationale galloise évoluant au poste de milieu de terrain.

## Palmarès

### Distinctions personnelles
- Membre de l'équipe-type de la Scottish Women's Premier League en 2022 et 2024